# 붉은 스위트피
〈붉은 스위트피〉(일본어: 赤いスイートピー 아카이스이토피[*])는 일본의 가수 마츠다 세이코의 여덟 번째 싱글 앨범으로, 1982년 1월 21일 발매되었다. (7" Vinyl: 07SH-1112) 마츠다 세이코의 작품 중에서 가장 널리 알려져 있는 곡 중 하나로서, 1997년에 NHK-BS가 중심이되어 시행했고 결과적으로 약 1,775만 명이 참여한 전국 단위의 앙케이트 "BS 20세기의 노래" (BS20世紀日本のうた)에서 13위를 기록한, 일본의 대중적인 노래이다. B사이드 곡은 〈제복〉(制服 세후쿠[*])이다. 두 곡 모두 작사를 마츠모토 타카시, 작곡은 쿠레다 카루호 (呉田軽穂, 마츠토야 유미의 필명), 편곡은 마츠토야 마사타카가 맡았다.
당시 마츠토야 유미는 싱어송라이터로서, 마츠다는 아이돌로서 일선에서 활약하던 아티스트들이다. 한 음악 관계자는 처음에 유미는 이 곡을 작곡하는 것을 완강하게 거절했다고 전하며, "유미의 입장에서는 세이코는 아이돌이며, 그에 비해 자신은 음악에 보다 전념해왔다는 자존심도 있었을 것이다."라고 추측했다. 그러나 작사가인 마츠모토가 "라이벌에게 줄 노래를 만들어 보는 것이 어떤가?"라며 유미에게 제안했고, 이후에 필명으로 곡을 제작하는 것을 조건으로 결국 수락하였다.
재미있는 사실은, 곡이 만들어질 당시에는 "붉은 스위트피"가 시중에서 흔치 않았다는 것이다. 이때에는 흰색, 크림색, 핑크색의 스위트피가 주류로서 다뤄졌고, 곡이 히트하고 난 이후에 품종개량이 이루어져 붉은색의 스위트피를 많이 볼 수 있게 되었다.
전술했듯 마츠다의 대표곡이지만, 1982년 NHK 홍백가합전에서는 〈들장미의 에튀드〉를 불렀으며, 데뷔 35주년이었던 2015년의 홍백가합전이 되어서야 이 곡을 처음으로 선보이게 된다.
한편, 2013년에 공개된 영화 《무기코씨와》(麦子さんと)의 주제곡으로 사용되었으며, 2016년 3월 BS JAPAN 개국 15주년 특별 기획으로 제작된 옴니버스 드라마 《청춘의 명곡 스토리》에서 이 곡을 소재로 한 동명의 에피소드가 만들어져 방영되었다.
〈붉은 스위트피〉 만큼이나 B사이드 곡인 〈제복〉 역시 인지도가 상당히 높으며, 이 노래 또한 10장 이상의 베스트 앨범에 수록되어있다.

## 수록곡
| #            | 제목                                     | 작사            | 작곡          | 편곡              | 재생 시간 |
| ------------ | ---------------------------------------- | --------------- | ------------- | ----------------- | --------- |
| 1.           | 〈〈붉은 스위트피〉〉 (赤いスイートピー) | 마츠모토 타카시 | 쿠레다 카루호 | 마츠토야 마사타카 | 3:38      |
| 2.           | 〈〈제복〉〉 (制服)                      | 마츠모토 타카시 | 쿠레다 카루호 | 마츠토야 마사타카 | 3:33      |
| 총 재생 시간 | 총 재생 시간                             | 총 재생 시간    | 총 재생 시간  | 총 재생 시간      | 7:11      |